# Andrzej Gałęski
Andrzej Gałęski (ur. 8 kwietnia 1945 w Łodzi) – polski fizyk, badacz polimerów.

## Życiorys
Jest absolwentem Liceum Ogólnokształcącego im. R. Traugutta w Zgierzu. W 1967 ukończył studia fizyczne na Wydziale Matematyczno-Fizyczno-Chemicznym Uniwersytetu Łódzkiego, w latach 1966–1972 pracował w Zakładzie Polimerów Ministerstwa Oświaty i Szkolnictwa Wyższego i Polskiej Akademii Nauk z siedzibą w Łodzi. W 1972 obronił pracę doktorską na Politechnice Łódzkiej. Od 1972 jest zatrudniony w Centrum Badań Molekularnych i Makromolekularnych PAN, gdzie m.in. od 1995 kierował Zakładem Fizyki Polimerów. W 1984 otrzymał na Politechnice Łódzkiej stopień doktora habilitowanego, w 1993 tytuł profesora. 
W swoich badaniach zajmuje się fizyką i chemią fizyczną polimerów, w tym zastosowaniem tych materiałów w wyrobach przemysłowych. W 2010 otrzymał The Paul J. Flory Polymer Research Prize oraz nagrodę Ministra Nauki i Szkolnictwa Wyższego w kategorii badań na rzecz rozwoju gospodarki, a w 2018 Nagrodę Fundacji na rzecz Nauki Polskiej za zidentyfikowanie i wyjaśnienie mechanizmów odkształcania plastycznego tworzyw polimerowych.
Został odznaczony Złotym Krzyżem Zasługi (1996) oraz Krzyżem Oficerskim Orderu Odrodzenia Polski (2022). 